# 중앙여자고등학교
중앙여자고등학교(中央女子高等學校)는 대한민국 서울특별시 서대문구 북아현동에 있는 사립 고등학교이다.

## 학교 연혁
- 1940년 10월 10일 : 추계 황신덕 선생 경성가정여숙 창립 및 초대 교장 취임(경성부 서대문구 죽첨정 3정목 37)
- 1944년 3월 1일 : 경성부 종로구 견지동 74로 교사 이전
- 1945년 1월 1일 : 중앙녀자상과학교로 인가
- 1946년 1월 22일 : 중앙고등녀학교로 인가
- 1946년 10월 29일 : 중앙녀자중학교(6년제)로 개편 인가
- 1948년 11월 17일 : 서울특별시 서대문구 북아현동 구왕궁 의령원 토지 18027평 매입
- 1950년 4월 28일 : 재단법인 추계학원 설립인가, 초대 이사장 박찬주 여사 취임
- 1950년 6월 28일 : 6.25사변을 당하여 황신덕 교장 이북으로 납치, 동년 10월 10일 탈출
- 1950년 11월 3일 : 귀교
- 1951년 3월 12일 : 6.25동란으로 피난학교를 부산시 대청동4가 새들원에서 개교
- 1951년 8월 31일 : 중앙녀자중학교, 중앙녀자고등학교로 개편인가
- 1953년 9월 1일 : 부산 피난교사 서울 본교사로 완전 복귀
- 1954년 3월 31일 : 고등학교 전학년 9학급으로 증설 인가
- 1956년 8월 20일 : 북아현동 신교사 준공하고 이전
- 1961년 10월 1일 : 과학관 1068평 준공(68. 3. 31.까지 총 1544평 완공)
- 1963년 2월 28일 : 서별관 146평 1차 준공(70. 2. 29.까지 총 1544평 완공)
- 1964년 1월 24일 : 재단법인 추계학원을 학교법인 추계학원으로 조직변경 인가
- 1964년 12월 7일 : 고등학교 2부(야간) 각학년 가정과 2학급, 상업과 2학급, 공예과 1학급
- 1968년 1월 20일 : 2부 고등학교 폐지
- 1987년 1월 10일 : 황신덕 기념관 및 부속건물 총 1500평 신축 준공
- 1996년 5월 25일 : 제4대 이사장 임형빈 선생 취임
- 2000년 5월 22일 : 본관 신축 완공
- 2020년 2월 11일 : 제75회 졸업식(졸업생 누계 30,725명)
- 2020년 9월 1일 : 제12대 교장 박치영 선생 취임

## 참고 자료
- 중앙여자고등학교 - 한국교육학술정보원 학교알리미